# Katnarat
Katnarat (in armeno Կաթնառատ?) è un comune di 1 036 abitanti (2001) della Provincia di Lori in Armenia.